# Бессонов, Евгений Иванович
Евгений Иванович Бессонов (род. 26 ноября 1968, Ростов-на-Дону) — российский политический деятель, депутат Государственной думы VIII созыва от КПРФ (с 2021 года).
Брат экс-депутата Государственной думы РФ Владимира Бессонова.

## Биография
Евгений Бессонов родился 26 ноября 1968 года в Ростове-на-Дону. В 1991 году он окончил Ростовское высшее военное командно-инженерное училище ракетных войск по специальности «системы управления летательными аппаратами» с присвоением квалификации инженера, в 2002 году — Ростовский государственный университет по специальности «юриспруденция». В 2008—2021 годах был депутатом Законодательного собрания Ростовской области IV—VI созывов (избирался в 2008, 2013, 2018 гг. в составе списка кандидатов от КПРФ по единому округу). С 2013 года исполнял депутатские полномочия на постоянной основе, руководил фракцией КПРФ. 14 марта 2010 года участвовал в выборах мэра Ростова-на-Дону от КПРФ, но получил только 19,38 % голосов.
Бессонов баллотировался в Госдуму в 2007 и 2011 годах в составе федерального списка КПРФ, в 2016 году — и по федеральному, и по Нижнедонскому одномандатному округу. По итогам выборов депутатский мандат не получал. В 2021 году, наконец, был избран в составе федерального списка (в одномандатном округе занял только второе место с результатом 28,64 %).
11 марта 2022 года США ввели санкции против 12 депутатов Госдумы, которые были задействованы в признании независимости ЛНР и ДНР; в их числе оказался Бессонов. 15 марта аналогичные санкции ввели Япония и ещё несколько стран.